# 詹姆斯·汤普森 (篮球运动员)
詹姆斯·汤普森四世（英語：James Thompson IV，1995年1月18日—）為美國男子籃球運動員，現效力於中国男子篮球职业联赛江苏肯帝亚。
2019年8月，汤普森加盟義大利籃球乙級聯賽蒙特格拉納羅強權，展開個人職業生涯。2020年1月，韓國籃球聯賽首爾三星雷霆簽下汤普森頂替德尔罗伊·詹姆斯。賽季因為COVID-19疫情停擺，最終被取消，汤普森總計代表首爾三星雷霆出賽10場，場均攻下6.5分、4.3籃板。2020年8月，汤普森與德國籃球甲級聯賽波恩電信簽約，合約至2021年夏天到期。
2021年7月，汤普森與海法夏普爾簽下兩年合約。2021年11月，海法夏普爾釋出汤普森，汤普森替海法夏普爾出賽六場。2021年12月，VTB聯賽葉尼塞簽下汤普森，合約至賽季結束。2022年6月，汤普森確定新賽季續留葉尼塞。2023年4月，紹萊簽下汤普森頂替賈斯汀·巴頓。2023年6月，薩馬拉與汤普森簽下賽季合約。2024年9月，汤普森加盟中国男子篮球职业联赛江苏肯帝亚。

## 外部連結
- 詹姆斯·汤普森在fiba.basketball（英语）
- 詹姆斯·汤普森在VTB聯賽（英语）
- 詹姆斯·汤普森在德國籃球甲級聯賽（德语）
- 詹姆斯·汤普森在中国男子篮球职业联赛
- 詹姆斯·汤普森在韓國籃球聯賽（英语）
- 詹姆斯·汤普森在Basketball-Reference.com（國際）（英语）
- 詹姆斯·汤普森在Sports-Reference.com（NCAA）（英语）
- 詹姆斯·汤普森在Eurobasket.com（球員）（英语）
- 詹姆斯·汤普森在Proballers（英语）
- 詹姆斯·汤普森在RealGM（英语）
- 詹姆斯·汤普森在中国篮球数据库
- 詹姆斯·汤普森在Flashscore（英语）